# Видяйкин, Дмитрий Никитович
Дмитрий Никитович Видяйкин (1887, Малое Маресево, Пензенская губерния (ныне в Чамзинском районе Республики Мордовия) — 1919, Нальчик) — активный участник революционных событий на Волге и Северном Кавказе.

## Биография
- Весна 1918 года — переезжает в Нальчик.
- 1918 — избирается в состав нальчикского окружного народного Совета, заместитель военного комиссара Нальчикского  округа.
- конец 1918 года — военный комиссара округа. Вместе с другими товарищами формировал революционные отряды из горцев для защиты Советской власти в Кабардино- Балкарии.
- В начале 1919 года — попал в плен к белогвардейцам.
- 1919 — прилюдная казнь на базарной площади в Нальчике. Предварительно зашили рот и подвели к  дереву, с которого свисала веревка с петлей. Два раза петля обрывалась. Собрав оставшиеся силы, Видяйкин высвободил руки, разорвал нить на губах и гордо произнес: «Я погибну, но революция не погибнет! Да здравствует Советская власть!». Три дня не разрешали снять с виселицы тело комиссара.

## Память
- В 1966 году в память о Дмитрии Видяйкине была названа улица в Нальчике. Улица Видяйкина расположена в районе Затишье, проходит от промзоны в Затишье до улицы Головко[2].

- Имя Дмитрия Видяйкина также носит улица в селе Большое Маресево Чамзинского района Республики Мордовия[3].

- На родине революционера, в селе Малое Маресево Чамзинского района Республики Мордовия, Дмитрию Видяйкину был установлен памятник. Первоначально он находился перед сельской школой, вместе с памятником другому уроженцу Малого Маресева, Герою Советского Союза Ивану Радайкину. Перед памятниками, в целях патриотического воспитания, проходили торжественные линейки. Однако школа закрылась, и памятники постепенно стали приходить в упадок. В декабре 2019 года памятники Дмитрию Видяйкину и Ивану Рвдайкину были отреставрированы и перенесены в центр Малого Маресева, теперь они находятся возле администрации сельского поселения и культурно-досугового центра[4].